# Fall Time
Fall Time (prt: Mississipi Selvagem; bra: Fall Time - Brincando com o Perigo) é um filme de 1995 dirigido por Paul Warner e co-escrito por Paul Skemp e Steve Alden. Foi lançado no Sundance Film Festival em 1995, sendo bem recebido pela crítica.

## Sinopse
Nos anos 50, três rapazes decidem montar um forjado assalto a um banco. Entretanto, Florence e a sua namorada, preparam-se para roubar, efectivamente, o mesmo banco. Os dois assaltos confundem-se e as coisas tomam rumos completamente inesperados.

## Elenco principal
| Ator             | Papel         |
| ---------------- | ------------- |
| David Arquette   | David         |
| Mickey Rourke    | Florence      |
| Stephen Baldwin  | Leon          |
| Jason London     | Tim           |
| Sheryl Lee       | Patty / Carol |
| Jeff Gardner     | Ken           |
| Steve Alden      | Oficial Lyle  |
| Richard K. Olsen | Oficial Duane |